# Знаки почтовой оплаты СССР (1967)
Зна́ки почто́вой опла́ты СССР (1967) — перечень (каталог) знаков почтовой оплаты (почтовых марок), введённых в обращение дирекцией по изданию и экспедированию знаков почтовой оплаты Министерства связи СССР в 1967 году.

## Список коммеморативных (памятных) марок
Порядок следования элементов в таблице соответствует номеру по каталогу марок СССР (ЦФА), в скобках приведены номера по каталогу «Михель».
| № по каталогу                        | Изображение | Описание и источники                                                                     | Номинал   | Дата выпуска          | Тираж     | Художник      |
| ------------------------------------ | ----------- | ---------------------------------------------------------------------------------------- | --------- | --------------------- | --------- | ------------- |
| (ЦФА [АО «Марка»] № 3529) (Mi #3393) |             | Серия «Навстречу Х зимним Олимпийским играм в Гренобле (Франция)»: - Фигурное катание.   | 0,02 руб. | 20 сентября 1967 года | 4 000 000 | Е. Анискин    |
| (ЦФА [АО «Марка»] № 3530) (Mi #3394) |             | Серия «Навстречу Х зимним Олимпийским играм в Гренобле (Франция)»: - Прыжки с трамплина. | 0,03 руб. | 20 сентября 1967 года | 4 000 000 | Е. Анискин    |
| (ЦФА [АО «Марка»] № 3531) (Mi #3395) |             | Серия «Навстречу Х зимним Олимпийским играм в Гренобле (Франция)»: - Эмблема Игр.        | 0,04 руб. | 20 сентября 1967 года | 4 000 000 | Е. Анискин    |
| (ЦФА [АО «Марка»] № 3532) (Mi #3396) |             | Серия «Навстречу Х зимним Олимпийским играм в Гренобле (Франция)»: - Хоккей.             | 0,10 руб. | 20 сентября 1967 года | 3 000 000 | Е. Анискин    |
| (ЦФА [АО «Марка»] № 3533) (Mi #3397) |             | Серия «Навстречу Х зимним Олимпийским играм в Гренобле (Франция)»: - Бег на лыжах.       | 0,12 руб. | 20 сентября 1967 года | 3 000 000 | Е. Анискин    |
| (ЦФА [АО «Марка»] № 3570) (Mi #3430) |             | «С Новым, 1968 годом!»: - Московский Кремль.                                             | 0,04 руб. | 14 декабря 1967 года  | 4 000 000 | Герман Комлев |

## Комментарии
1. ↑  Ниже приведён перечень памятных художественных марок (с возможностью сортировки по номиналу, тиражу и дате введения в обращение).
2. ↑  X зимние Олимпийские игры в Гренобле (Франция). На марке  (ЦФА [АО «Марка»] № 3529) — фигурное катание, многоцветная. Металлография в сочетании с глубокой тоновой печатью, перфорирована: рамочная зубцовка 11½ (на каждые 2 сантиметра края марки приходится 11½ зубцов). В марочных листах 50 (5×10) марок[2][6][7].
3. ↑  X зимние Олимпийские игры в Гренобле (Франция). На марке  (ЦФА [АО «Марка»] № 3530) — прыжки с трамплина, многоцветная. Металлография в сочетании с глубокой тоновой печатью, перфорирована: рамочная зубцовка 11½ (на каждые 2 сантиметра края марки приходится 11½ зубцов). В марочных листах 50 (5×10) марок[2][6][7].
4. ↑  X зимние Олимпийские игры в Гренобле (Франция). На марке  (ЦФА [АО «Марка»] № 3531) — эмблема Игр, многоцветная. Металлография в сочетании с глубокой тоновой печатью, перфорирована: рамочная зубцовка 11½ (на каждые 2 сантиметра края марки приходится 11½ зубцов). В марочных листах 50 (10×5) марок[2][6][7].
5. ↑  X зимние Олимпийские игры в Гренобле (Франция). На марке  (ЦФА [АО «Марка»] № 3532) — хоккей, коричневая, чёрная, синяя. Металлография в сочетании с глубокой тоновой печатью, перфорирована: рамочная зубцовка 11½ (на каждые 2 сантиметра края марки приходится 11½ зубцов). В марочных листах 50 (5×10) марок[2][6][7].
6. ↑  X зимние Олимпийские игры в Гренобле (Франция). На марке  (ЦФА [АО «Марка»] № 3533) — бег на лыжах, многоцветная. Металлография в сочетании с глубокой тоновой печатью, перфорирована: рамочная зубцовка 11½ (на каждые 2 сантиметра края марки приходится 11½ зубцов). В марочных листах 50 (5×10) марок[2][6][7].
7. ↑  Новогодняя марка «С Новым, 1968 годом!»: на марке  (ЦФА [АО «Марка»] № 3570) — Московский Кремль, коричневая, серебристая, розовая люминесцентная. Глубокая печать, перфорирована: рамочная зубцовка 11½ (на каждые 2 сантиметра края марки приходится 11½ зубцов). В марочных листах 50 (5×10)[2][9][10].